# 眾安銀行
眾安銀行有限公司（英語：ZA Bank Limited）是一家由眾安在綫和百仕達合資成立的虛擬銀行（又稱數字銀行），為香港首間虛擬銀行。

## 籌辦及開業
2018年8月，眾安在綫、百仕達與中信銀行（國際）合資組成眾安虛擬金融有限公司（英語：ZhongAn Virtual Finance Limited）申請香港虛擬銀行牌照，並邀請曾任恒生銀行行政總裁的柯清輝擔任董事。唯中信銀行（國際）於發出虛擬銀行牌照前退出合資，中信銀行（國際）執行董事庫柏立軍亦於2月8日辭任眾安虛擬金融有限公司董事。柯清輝亦於2019年4月辭任董事。
虛擬銀行指該銀行沒有實體分行，依賴網上銀行等等開展業務。
2019年3月27日，香港金融管理局宣佈發出首批虛擬銀行牌照，中標者包括「眾安虛擬金融有限公司」。
眾安銀行原定於2019年11月試業，最終延至12月18日才開始試業，並於2020年3月24日正式開業。

## 股東背景
ZA Bank由眾安在綫旗下非全資附屬公司眾安國際持有全部股權。2021年10月，眾安在綫宣布眾安國際擬進行多輪融資，除了獲原有股東眾安科技、百仕達、鄭裕彤家族旗下周大福代理人的全資附屬公司Warrior注資外，更引入友邦旗下投資項目Opportunities Fund成為新股東，至2022年6月底前總集資額3.82億美元。以增資金額估算，相當於眾安國際整體估值約 17.5 億美元（約136.5億港元），成為香港本地金融科技獨角獸。

## 用戶數目及業績
ZA Bank正式開業後一年間，用戶規模已突破30萬。
截至2021年7年31日該行有超過40萬用戶，截至同年6月底分別錄得77億港元存款和13.6億港元貸款。
截至2022年底，ZA Bank擁有超過65萬名用戶，屬虛銀最多。
截至2023年6月30日，ZA Bank零售用戶規模擴大至接近70萬人。存款餘額約107億港元，貸款總餘額約49億港元。
截至2023年底，該行客戶存款約117億港元，是8間香港數字銀行之中最高；貸款餘額約53.2億港元。年內ZA Bank為逾100間Web3公司提供商業銀行服務，包括全港超過八成虛擬資產交易平台 (VATP) ，Web3企業客戶處理的轉賬交易額突破10億美元。
該行2024年報資料顯示，截至2024年底，ZA Bank擁有超過80萬零售客戶。該行管理層曾在媒體訪問中表示，2024年首季存款較2023年底增長50%。據傳媒報道，ZA Bank在2024年的期末客戶存款達194億港元，淨服務費及佣金收入超過8,700萬港元，兩者均屬8間本地數字銀行中最高。
ZA Bank行政總裁吳忠豪接受傳媒訪問時透露，目標2025年內突破100萬客戶。

## 公司歷史及業務發展
ZA Bank是香港目前業務最全面的數字銀行，除了基本的存款、貸款和轉帳服務外，亦涵蓋商業銀行、卡支付、跨境匯入匯款、投資及保險。

### 2020
ZA Bank在2020年10月推出香港首張自訂號碼的Visa扣賬卡ZA Card ，用戶可自行選擇卡面上的最後6位數字，兼不設年費、利息和逾期費用。實體ZA Card於11月面世，用戶可憑卡在全球近 300萬部Visa自動櫃員機提取現金，並免費在全港超過3,000部接受 Visa 的銀行自動櫃員機提款。根據ZA Bank公布的數據，ZA Card 是全香港最活躍的 Visa 卡之一，平均每名用戶每2日使用1次。

### 2021
ZA Bank在2021年3月22日正式推出商業銀行服務，儲蓄賬戶不設最低存款額。。同年4月30日，ZA Bank宣布參與香港按證保險有限公司的「中小企融資擔保計劃」。
同年 5 月，三款保險產品正式在 ZA Bank App 上架，首款人壽儲蓄保險計劃其後於12 月面世。
2021年10月，ZA Bank推出提早7日出糧的循環貸款產品「出糧FastPass」，容許用戶自選出糧日，最早可在原本出糧日前的7日取得月薪。

### 2022
2022年1月，ZA Bank獲證監會發出證券交易牌照，為第一間獲該牌照的虛擬銀行。
2022年4月，ZA Bank 與香港忠意保險（Generali）合作，分銷忠意保險的危疾、人壽保險，以至合資格延期年金保單等產品。
2022年8月，ZA Bank推出基金投資服務，成為香港首間提供涵蓋銀行、投資及保險服務的虛擬銀行 。
2022年11月，ZA Bank與英國科技公司Wise合作，為用戶提供國際匯款服務，包括澳元、美元、英鎊、加幣和新加坡幣等 。
2022年12月，ZA Bank推出貨幣兌換服務並提供匯率實時報價。用戶可隨時隨地兌換美元、人民幣、港幣、澳幣、加元、瑞士法郎、歐元、英鎊、印尼盾、印度盧比、日元、韓元、馬來西亞幣、紐西蘭幣、新加坡元、泰銖，不設兌換手續費 。
2022年底，行政總裁許洛聖辭任，ZA Bank委任前天星銀行行政總裁姚文松為新任行政總裁。

### 2023
2023年4月，ZA Bank行政總裁姚文松表示，將通過持牌加密貨幣交易向客戶提供加密貨幣兌換法定貨幣的服務，允許客戶在持牌交易所存入加密貨幣後，以港元、人民幣和美元取款。目前已與香港兩間持牌加密貨幣交易所HashKey及OSL一同運作  。
2023年4月，ZA Bank發表「Banking for Web3」發展藍圖，銳意成為Web3生態圈的首選銀行夥伴， 向Web3企業提供基本商業銀行服務，同時為香港持牌虛擬資產交易所擔任結算銀行（settlement bank） 。
2023年5月， ZA Bank 宣布透過與本地持牌虛擬資產交易所合作，向零售投資者推出虛擬資產交易服務 ，為用戶提供全面的金融服務。同時亦計劃推出美股交易服務。同月，ZA Bank 參與由金管局啟動「數碼港元」(e-HKD)先導計劃，試驗代幣化資產結算，成為首間入選參與計劃的虛擬銀行 
。
2023年5月， ZA Bank母公司「眾安國際」向股東之一百仕達 （01168）配股集資，資金涉近5億港元，以進一步促進其拓展業務。
2023年8月，香港首家虛擬資產持牌零售交易所HashKey Exchange正式上線，ZA Bank是官方合作銀行夥伴之一，提供法幣出入金服務。
2023年11月，ZA Bank獲香港證監會批准，籌備推美股交易服務。

### 2024
2024年2月，ZA Bank正式推出美股交易服務。同月，該行推出活期儲蓄子賬戶「錢罌」，將儲蓄與日常開支分開，用戶完成每月指定挑戰可解鎖額外活期存款年利率。該行亦成為環滙在香港的首個虛擬銀行合作夥伴，透過信貸評估模型為環滙生態圈內的商戶提供融資解決方案。
2024年4月，ZA Bank宣佈將向香港的穩定幣發行人提供專屬銀行服務，為其法幣儲備提供保障。
2024年11月，ZA Bank成為亞洲首家為零售用戶提供加密貨幣交易服務的持牌銀行。該行客戶只需透過ZA Bank App即可直接以港元及美元買賣加密貨幣。根據該行官方資料，ZA Bank目前支援4種加密貨幣的交易：BTC（比特幣）、ETH（以太幣）、AVAX（雪崩幣）和LINK（鏈克幣）。
2024年12月，行政總裁兼執行董事姚文松請辭，最快或於2025年初離任。

### 2025
2025年3月，ZA Bank宣布已委任吳忠豪為新任行政總裁，任命於3月27日生效。同時，姚文松已正式退任行政總裁及執行董事。
2025年4月，ZA Bank成亞太區首家發卡銀行將Click to Pay設為標準Visa卡功能。
2025年5月，ZA Bank行政總裁吳忠豪接受傳媒訪問時預告，該行將於年內推出港股買賣服務，並探索開展跨境理財通服務，力吸新香港人客群。

## 外部連結
- 官方网站
- 眾安銀行的Facebook專頁